# مگنوس استالسورده
مگنوس استالسورده (انگلیسی: Magnus Stålsvärd) یک افسر سوئدی بود. او به خاطر خیانت به عنوان یکی از توطئه گران در کودتای ملکه لوئیزا الریاکا، اعدام شد.